# Avion Express
Avion Express és un proveïdor de lloguer d'avions i ACMI lituà amb seu a Vílnius. La companyia forma part d'Avia Solutions Group, un grup empresarial aeroespacial global.

## Història
Avion Express es va fundar l'any 2005 amb el nom de Nordic Solutions Air Services. En aquell moment, l'aerolínia operava quatre avions de càrrega i passatgers Saab 340. El 2008, la companyia va passar a anomenar-se Avion Express. El 2010, Avion Express va ser adquirida per la companyia d'inversió francesa Eyjafjoll SAS, que va ser fundada per Swiss Avion Capital Partners juntament amb altres inversors.
Avion Express va presentar el seu primer Airbus A320 el 2011, que va ser el primer avió d'Airbus registrat a Lituània. Al desembre, es van afegir dos Airbus A320 més a la flota. El 2013, Avion Express va completar amb èxit una auditoria de seguretat operativa de IOSA i, com a resultat, va rebre el registre IATA. L'últim vaixell de càrrega Saab 340 va ser desballestat el març de 2013. A l'estiu de 2014, la companyia aèria operava una flota de 9 Airbus A320 i 2 Airbus A319. El mateix any, Avion Express va establir la filial Dominican Wings, una companyia aèria de baix cost amb seu a Santo Domingo, República Dominicana. L'estiu de 2017, Avion Express va introduir avions Airbus A321 a la flota de la companyia.
El juny de 2017, Avion Express va anunciar que havia venut la seva participació del 65% a Dominican Wings al president de la companyia, Victor Pacheco.
El 2019, Avion Express va establir Avion Express Malta, una filial amb seu a Malta. L'empresa va començar a operar el maig del mateix any.
A juny de 2023, el grup opera 36 avions Airbus A320 i tres avions A321.